# Ocean's Twelve
Pour les articles homonymes, voir Océan (homonymie).
Série Ocean's
Ocean's Eleven
(2001) Ocean's Thirteen
(2007)
Pour plus de détails, voir Fiche technique et Distribution.
Ocean's Twelve, ou Le Retour de Danny Ocean au Québec, est un film américain réalisé par Steven Soderbergh, sorti en 2004.
Il est la suite d'Ocean's Eleven (ou L'Inconnu de Las Vegas au Québec), sorti en 2001, dont la distribution d'ensemble, menée par George Clooney, Brad Pitt et Matt Damon, revient pour ce deuxième opus de la trilogie Ocean. Le film est suivi en 2007 par Ocean's Thirteen.

## Synopsis
Cela fait trois ans que les « onze » de la bande de Danny Ocean ont effectué le braquage historique des trois plus gros casinos de Las Vegas. Depuis, ils se sont dispersés dans la nature avec l'intention de mener une existence honnête.
Malheureusement, un mystérieux voleur et baron franco-italien du nom de François Toulour, alias « Le Renard de la Nuit », désireux de montrer qu'il est meilleur qu'eux, donne leur nom à Terry Benedict.
Celui-ci leur laisse deux semaines afin de rembourser l'argent qu'ils lui ont volé plus les intérêts (soit 198 millions de dollars). Ceux-ci doivent pour rembourser leur dette accepter le défi de Toulour, ce qui les mène à Amsterdam, Rome, à la Tonnara de Scopello en Sicile et à Paris, où ils se mettent sur la piste du tout premier titre boursier et l'Œuf au carrosse du couronnement, un œuf de Fabergé.
Parallèlement, l'enquête est menée par une inspectrice coriace d'Europol, Isabel Lahiri, qui semble très bien connaître Rusty.

## Fiche technique
- Titre : Ocean's Twelve
- Titre québécois : Le Retour de Danny Ocean
- Réalisation : Steven Soderbergh
- Scénario : George Nolfi, d'après les personnages de George Clayton Johnson † et Jack Golden Russell
- Musique : David Holmes
- Direction artistique : Tony Fanning
- Décors : Philip Messina
- Costumes : Milena Canonero
- Photographie : Steven Soderbergh (crédité sous le pseudonyme de Peter Andrews)
- Son : Larry Blake, Todd Grace
- Montage : Stephen Mirrione
- Production : Jerry Weintraub
  - Production exécutive : Erwin Godschalk (Pays-Bas) et Roberto Malerba (Rome)
  - Coproduction : Gregory Jacobs et Frederic W. Brost,
  - Production déléguée : John Hardy, Bruce Berman et Susan Ekins
- Sociétés de production[2] : Jerry Weintraub Productions, Section Eight et WV Films III, avec la participation de Warner Bros., en association avec Village Roadshow Pictures
- Sociétés de distribution : Warner Bros. (États-Unis) et Warner Bros. France (France)
- Budget : 110 millions de $[3]
- Pays de production :  États-Unis
- Langues originales : anglais, français, néerlandais, italien, mandarin
- Format[4] : couleur (Technicolor) - 35 mm - 2,39:1 (Cinémascope) - son DTS | Dolby Digital | SDDS
- Genre : comédie et thriller
- Durée : 125 minutes
- Dates de sortie[5] :
  - États-Unis, Canada : 10 décembre 2004
  - France, Suisse romande : 15 décembre 2004
  - Belgique : 22 décembre 2004
- Classification[6] :
  - États-Unis :
    - Cinéma : accord parental recommandé, film déconseillé aux moins de 13 ans (PG-13 - Parents Strongly Cautioned)[Note 1]
    - Diffusion TV : déconseillé aux enfants âgés de moins de 14 ans (TV-14)[Note 2]

  - France : tous publics[7]

## Distribution
- George Clooney (VF : Samuel Labarthe ; VQ : Daniel Picard) : Daniel « Danny » Ocean
- Brad Pitt (VF : Jean-Pierre Michaël ; VQ : Alain Zouvi) : Robert Charles « Rusty » Ryan
- Matt Damon (VF : Damien Boisseau ; VQ : Gilbert Lachance) : Linus Caldwell
- Catherine Zeta-Jones (VF : Rafaèle Moutier ; VQ : Élise Bertrand) : Isabel Lahiri
- Julia Roberts (VF : Céline Monsarrat ; VQ : Claudie Verdant) : Tess Ocean / elle-même
- Vincent Cassel (VF et VQ : lui-même) : baron François « Le Renard de la nuit » Toulour
- Andy García (VF : Bernard Gabay ; VQ : Jean-Luc Montminy) : Terry Benedict
- Don Cheadle (VF : Lucien Jean-Baptiste ; VQ : François L'Écuyer) : Basher Tarr
- Bernie Mac (VF : Frantz Confiac ; VQ : Éric Gaudry) : Frank Catton
- Casey Affleck (VF : Carol Styczen ; VQ : Sébastien Reding) : Virgil Malloy
- Scott Caan (VF : Lionel Melet ; VQ : Louis-Philippe Dandenault) : Turk Malloy
- Shaobo Qin : Yen
- Carl Reiner (VF : Léon Dony ; VQ : Hubert Fielden) : Saul Bloom
- Elliott Gould (VF : Bernard Tiphaine ; VQ : Benoit Marleau) : Reuben Tishkoff
- Eddie Jemison (VF : Philippe Siboulet ; VQ : Renaud Paradis) : Livingston Dell
- Bruce Willis (VF : Patrick Poivey ; VQ : Jean-Marie Moncelet) : lui-même
- Albert Finney (VF : Claude Brosset) : Gaspar LeMarc
- Eddie Izzard (VF : Thierry Wermuth) : Roman Nagel
- Robbie Coltrane (VF : Patrick Messe ; VQ : Guy Nadon) : Matsui
- Cherry Jones (VF : Marion Game) : Molly Star / madame Caldwell
- Jeroen Krabbé : Van der Woude
- Topher Grace : lui-même
- Mathieu Simonet : le garçon au sac à dos
- Jared Harris : l'ingénieur du son de Basher
- Jerry Weintraub : l'homme d'affaires américain sur le bateau
- Scott L. Schwartz : Bruiser

- Version française
  - Studio de doublage : Ubik Films
  - Direction artistique : Michel Derain
  - Adaptation : Philippe Videcoq

Sources et légende : version française (VF) sur Allodoublage et Voxofilm. Version québécoise (VQ) sur Doublage Québec

## Production

### Développement
L'idée de faire une suite est venue au réalisateur Steven Soderbergh lors d'un court séjour à Rome pour la tournée promotionnelle de Ocean's Eleven. Sous le charme de la capitale italienne, il imagine une suite qui se déroulerait en Europe. De retour à Los Angeles, Steven Soderbergh et le producteur Jerry Weintraub trouvèrent la base inespérée pour leur projet : un scénario de George Nolfi intitulé Honor Among Thieves, dans lequel deux voleurs, l'un américain et l'autre européen, sont en compétition. John Woo devait initialement le tourner. Finalement, le script de George Nolfi est retravaillé pour coller à l'univers Ocean's Eleven.

### Attribution des rôles
« 
Nous formons un groupe de gens désireux de travailler ensemble le plus souvent possible. Nous partageons la même philosophie à propos de notre métier, à savoir que nous serions vraiment stupides de ne pas y prendre du plaisir et de ne pas mesurer nos privilèges. […] Je suis heureux de voir qu'il n'y a pas la moindre rivalité au sein de notre groupe, que nul ne demande à avoir davantage de texte, ne réclame de "meilleures" répliques, ni n'essaie de voler la vedette aux autres.
 »
— George Clooney
Catherine Zeta-Jones rejoint la bande des onze. Elle avait déjà travaillé avec le réalisateur sur Traffic en 2001. Elle avait déjà croisé George Clooney dans Intolérable Cruauté des frères Coen. Vincent Cassel découvre quant à lui Hollywood et tourne dans son premier film américain. Steven Soderbergh l'avait rencontré lors du Festival de Cannes 2003 et déclare à son sujet : « Je suivais le travail de Vincent depuis quelque temps déjà, et je le trouvais vraiment passionnant. Dès que nous avons commencé l'écriture, j'ai dit à tout le monde que c'était lui que je voulais pour Toulour. J'avais le sentiment qu'il trouverait vite sa place dans cet ensemble et qu'il n'aurait aucun mal à bosser avec nous. Cela s'est confirmé. Tout le monde s'est instantanément attaché à Vincent et a apprécié son humour et son intelligence ».
Bruce Willis apparaît ici dans son propre rôle. Initialement, il devait incarner Terry Benedict dans Ocean's Eleven, mais avait dû quitter le projet à cause d'un emploi du temps incompatible.
Au tout début de l'écriture du film, Clint Eastwood était envisagé pour un caméo dans le rôle de Bobby Caldwell, le père de Linus. Le rôle reviendra finalement à Peter Fonda, mais sera coupé au montage. Ellen Barkin a elle aussi vu son caméo supprimé au montage. Elle apparaitra finalement dans Ocean's Thirteen.

### Tournage
Le tournage a lieu dans plusieurs pays dont les États-Unis (Los Angeles, les Warners Studios à Burbank, West Hollywood, Beverly Hills, Las Vegas) ainsi que dans l'Illinois (Waukegan, Winnetka, Lake Forest, Bannockburn, Chicago, Highwood, Lincolnwood). L'équipe tourne également en Europe : aux Pays-Bas (La Haye, Amsterdam, Haarlem) et en Italie (Cernobbio, Fiumicino, Scopello). En France, certains extérieurs sont tournés à Cap Martin. À Monaco, le Casino de Monte-Carlo est également utilisé. À Paris, l'équipe a notamment fréquenté la Gare du Nord et une terrasse d'un des bâtiments de l'ambassade d'Australie.
Le tournage a été marqué par l'accident aux Pays-Bas d'une rame Thalys utilisée pour le film. Le train a heurté une barre de fer sur la voie et a été immobilisé plusieurs heures.

### Musique
Bandes originales de Ocean's
Ocean's Eleven
(2001) Ocean's Thirteen
(2007)
Après Ocean's Eleven, David Holmes compose à nouveau la musique du film. L'album de la bande originale, sorti chez Warner Bros. Records, contient également certaines chansons présentes dans le film.
On trouve dans la bande originale du film une version instrumentale de Thé à la menthe du groupe de rap français La Caution, joué lors de la scène des lasers de Vincent Cassel. Le titre n'apparaît cependant pas sur l'album, tout comme les singles Amsterdam and I Love Art… Really! de David Holmes, ainsi que Requiem for a Dead (lorsque Benedict rend visite à Basher dans le studio) composé et interprété par Andy García. On retrouve par ailleurs Ascension to Virginity de Dave Grusin, tiré du film Candy de 1968.
Liste des titres
1. L'appuntamento - Roberto Carlos, Erasmo Carlos et Bruno Lauzi, interprété par Ornella Vanoni – 4:35
2. $165 Million + Interest (into) The Round Up – 5:43
3. LSD Partie - Roland Vincent – 2:59
4. Lifting the Building – 2:34
5. 10:35 I Turn Off Camera 3 – 2:25
6. Crepuscolo sul mare - Piero Umiliani – 2:44
7. What Are We Stealing – 3:21
8. Faust 72 by Dynastie Crisis – 3:23
9. Stealing the Stock (into) Le Renard de Nuit – 4:53
10. 7/29/04 The Day Of – 3:11
11. Lazy [Album Version] - Yellow Hammer – 4:30
12. Explosive Corrosive Joseph - John Schroeder – 2:33
13. Yen on a Carousel – 3:13
14. The Real Story – 2:55
15. Ascension to Virginity - Dave Grusin – 5:05
Morceau caché
16. Three 8 Bar Drum Loops – 1:02

## Accueil

### Accueil critique
Le film reçoit des critiques assez mitigées et totalise ainsi une moyenne de 55 % de critiques positives pour 175 critiques sur l'agrégateur Rotten Tomatoes. Le rythme est souvent jugé trop lent et l'intrigue trop complexe.
En France, le site Allociné attribue une note moyenne de 3.8⁄5 à partir de l'interprétation de 18 critiques de presse. Pour France-Soir, c'est un « film élégant, délectable et pétillant comme un Bellini servi dans un palace italien », alors que Le Monde note une « pointe de cynisme, beaucoup d'hédonisme, assez d'élégance ». Pour L'Humanité, Steven Soderbergh « cultive volontiers la dérision du star-system et convie ses comédiens à une enthousiasmante partie de ping-pong entre la fiction et la réalité » tout en dénotant « une mise en scène discrète ». Pour Ouest-France, le réalisateur joue « la séduisante partition d'un cinéma de plaisir et de divertissement ». La critique du magazine Les Inrockuptibles est moins élogieuse et taxe le film de « suite faiblarde d'Ocean's Eleven » et déplore une « ronde de clichés et d'avatars surjoués et autoadmiratifs ». Pour Libération, le film est un « véhicule à autodérision pour le gotha du star-system hollywoodien » tout en relativisant sur « le côté débraillé du film [qui] en fait aussi le charme ». Paris Match compare le film à « gros club sandwich débordant de tous les ingrédients d'un succès populaire » mais qui « laisse sur sa faim ».
En 2007, le magazine Entertainment Weekly a classé le film 16e du classement des « 25 pires suites jamais faites ».

### Box-office
Le film se classe à la 12e place du box-office français de 2004 et à la 14e au Canada et aux États-Unis.
| Pays ou région    | Box-office        | Date d'arrêt du box-office | Nombre de semaines |
| ----------------- | ----------------- | -------------------------- | ------------------ |
| États-Unis Canada | 125 544 280 $     | 24 mars 2015               | 15                 |
| France            | 2 954 468 entrées | -                          | 15                 |
| Total mondial     | 362 744 280 $     | -                          | -                  |

## Distinctions
Entre 2004 et 2005, Ocean's Twelve a été sélectionné dans diverses catégories et a remporté 3 récompenses,.
| Année | Évènement                    | Catégorie / Récompense                              | Résultat | Résultat   |
| ----- | ---------------------------- | --------------------------------------------------- | --- | ---------- |
| 2004  | Hollywood Film Awards        | Directrice de casting de l'année                    | Debra Zane | Lauréat    |
| 2005  | Critics' Choice Movie Awards | Meilleure distribution                              | Don Cheadle, George Clooney, Matt Damon, Andy García, Bernie Mac, Brad Pitt, Julia Roberts et Catherine Zeta-Jones | Nomination |
| 2005  | Costume Designers Guild      | Meilleurs costumes contemporain                     | Milena Canonero | Nomination |
| 2005  | BET Awards                   | Meilleur acteur                                     | Don Cheadle | Nomination |
| 2005  | BET Comedy Awards            | Meilleur acteur de second rôle dans un long métrage | Don Cheadle | Nomination |
| 2005  | BET Comedy Awards            | Meilleur acteur de second rôle dans un long métrage | Bernie Mac | Nomination |
| 2005  | BMI Film and TV Awards       | Meilleure musique de film                           | David Holmes | Lauréat    |
| 2005  | Golden Trailer Awards        | Meilleure musique                                   | The Guys | Nomination |
| 2005  | Golden Trailer Awards        | Bande-annonce la plus originale                     | Ils sont de retour                                                                                                 | Nomination |
| 2005  | NAACP Image Awards           | Meilleur second rôle masculin dans un film          | Don Cheadle | Nomination |
| 2005  | NRJ Ciné Awards,             | Zcteur le plus sexy                                 | George Clooney | Lauréat    |
| 2005  | NRJ Ciné Awards,             | Actrice la plus glamour                             | Catherine Zeta-Jones                                                                                               | Nomination |
| 2005  | NRJ Ciné Awards,             | Acteur le plus sexy                                 | Vincent Cassel | Nomination |
| 2005  | NRJ Ciné Awards,             | Meilleur baiser                                     | Brad Pitt et Catherine Zeta-Jones                                                                                  | Nomination |

## Analyse